# Чорна Тиса (річка)
Чорна Ти́са — річка в Українських Карпатах, у межах Рахівського району Закарпатської області. Права притока Тиси (басейн Дунаю).

## Опис
Довжина 49 км. Площа водозбірного басейну 315 км². Похил річки 16 м/км. Долина V-подібна, завширшки 20—600 м. Заплава виражена лише на окремих ділянках, завширшки 20—200 м. Річище слабозвивисте, кам'янисте, завширшки 10—25 м (найбільше 40 м біля смт Ясіні), подекуди розгалужене, є багато порогів. Використовується на водопостачання, водний (сплавний) туризм, рекреація. Береги річки на окремих ділянках укріплені. Інколи бувають руйнівні повені.

## Розташування
Бере початок з джерел на висоті 1 400 м, серед північних відногів масиву Свидовець (біля перевалу Околе). Тече спочатку на схід і південний схід, нижче смт Ясіні — на південь та південний захід. На північно-східній околиці міста Рахова зливається з Білою Тисою, даючи початок Тисі.

## Притоки
Апшинець, Станіслав, Свидовець, Труфанець, Гропинець, Тростянець, Білинський, Терентин (праві); Середній, Плецький, Довжина, Марковець, Бегенський, Лазещина, Кевеле, Красиленка, Сітни (ліві).

## Світлини

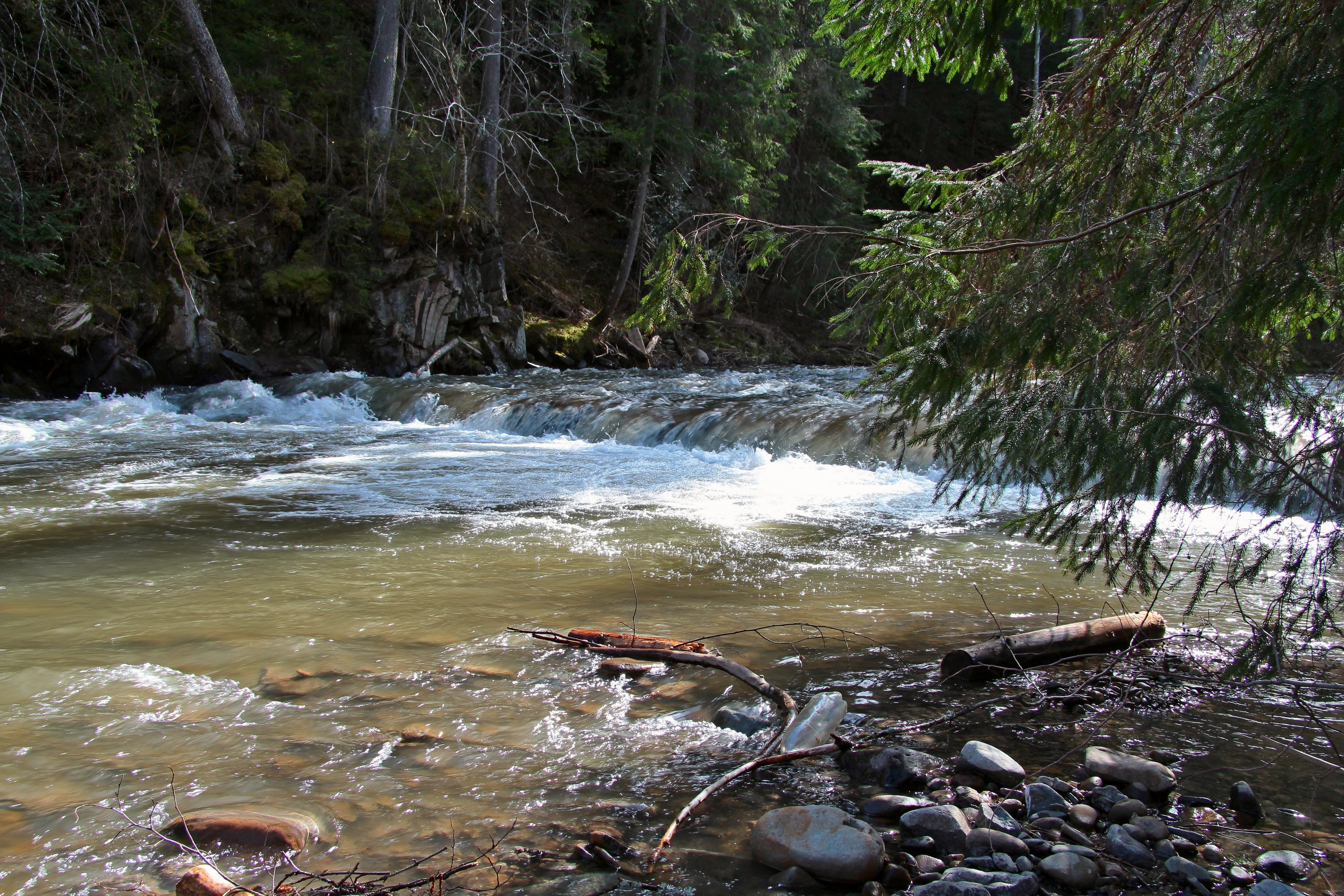
р. Чорна Тиса, Чорнотисянське лісництво
Міст через р. Чорна Тиса, в с. Чорна Тиса